# Jean Toutin
Jean Toutin est un orfèvre et émailleur français né à Châteaudun en 1578, et mort à Paris le 14 juin 1644.

## Biographie
Jean Toutin est le fils d'Estienne Toutin, orfèvre à Châteaudun, et de Marie Vallée. Il est établi à Blois avec son frère Josias en 1604. Il est revenu s'établir à Châteaudun après la mort de son père et s'y est marié avec Élisabeth Mérault. Il est de nouveau à Blois en 1618. En 1622, il reçoit une donation de sa tante, Catherine Rousselet, sœur  utérine de sa mère, veuve d'Honoré Mestayer, marchand orfèvre tailleur d'antiques et bourgeois de Paris. Il s'installe à Paris en 1622. En 1623, une sentence du bailliage du Palais lui interdit d'exercer la profession d'horloger à Paris et lui confisque les montres et horloges saisies chez lui.
Jean Toutin orfèvre à Châteaudun, célèbre émailleur sur émaux ordinaires et transparents. Il a cherché le moyen d'employer des émaux qui permettent d'obtenir des couleurs mates de nature à donner diverses teintes et capables de se parfondre au feu sans perdre ni leur éclat ni leur lustre. Il a trouvé en 1632 le secret de ses émaux qu'il s'est empressé de communiquer. Le premier qui s'est distingué est l'orfèvre Dubié qui logeait aux galeries du Louvre. Peu de temps après, l'orfèvre Morlière de Blois qui s'est borné à émailler des chatons de bagues et des boîtes de montres. Ce dernier a formé l'orfèvre Robert Vauquer de Blois qui a surpassé ses prédécesseurs par la beauté des couleurs qu'il a employé et la connaissance du dessin, mort en 1670. Pierre Chartier de Blois lui a succédé et a surtout peint des fleurs.
Jean Toutin a été un des premiers artistes à réaliser des portraits en miniatures en émail. Sa technique a été utilisée par Jean Petitot et son fils Jean-Louis Petitot, ainsi que par Jacques Bordier, Pierre Signac et Charles Boit. Cela a donné l'idée aux miniaturistes Louis I Du Guernier et Louis Hanse d'en faire. Très rapidement ces deux derniers ont dépassé leurs modèles et ont découvert de nouvelles teintes, notamment pour les carnations, qui ont donné à leurs portraits émaillés une si grande perfection qu'ils n'ont pas été dépassés.
Son fils, Henri Toutin, a aussi fait des merveilles dans ce genre de peinture. On cite un boîtier de montre d'or émaillé avec des figures blanches sur fond noir pour Anne d'Autriche après la mort de Louis XIII. Son autre fils, Jean II Toutin, a aussi été orfèvre et peintre sur émail.

## Famille
D'après les Frères Haag, Jean Toutin aurait été marié trois fois, mais il y a eu une confusion entre Jean Toutin et Jean II Toutin pour le troisième mariage, et pour le deuxième mariage, il est donné à un frère, Jean Toutin le Jeune, sieur de Montbrun.
- Estienne Toutin (†1609), marié à Marie Vallée,
  - Jean Toutin marié le 14 juin 1609 à Élisabeth Mérault :
    - Élisabeth Toutin (Châteaudun, 8 mars 1612-Paris, 25 août 1652[7]), mariée vers 1637 à Jacques Rou (†1647), procureur au parlement de Paris,
      - Jean Rou (1638-1711), avocat au parlement de Paris en 1659, puis secrétaire interprète des États généraux de Hollande à partir de 1689, marié le 1er décembre 1669 à Louise Elle Ferdinand, fille de Pierre Elle Ferdinand (1617-1665), peintre du roi, petite-fille de Ferdinand Elle, et d'Anne Catier [8]. Il a rédigé des mémoires restés inédits jusqu'à leur publication par Francis Waddington pour la Société de l'histoire du protestantisme français : 1857, t. 1, 1857, t. 2,
      - Élisabeth Rou (1641- )[9]
      - Salomon Rou (1646- )[10]

    - Henri Toutin (28 juillet 1614-après 1683), il a publié un d'ornements d'orfèvrerie. On lui attribue le tableau peint en émail, d'après Charles Le Brun Musée de Genève : La Tente de Darius, 1671. En 1683, il le plus ancien orfèvre de Paris. Il n'est plus cité après[11].
    - Anne Toutin (1616-1632)
    - Philippe Toutin (1617- )
    - Jean II Toutin (14 novembre 1619-après 1660), marié vers 1637 avec Sara Graviller. Après la mort de son père, il a essayé de s'établir comme peintre d'émail à la cour de la reine Christine, à Stockholm. Mais dès 1646, l'emploi est vacant et le grand chancelier du royaume de Suède, Magnus Gabriel De la Gardie, a embauché Pierre Signac au cours d'une ambassade en France[12].
      - N, fille née le 22 février 1638
      - Henri Toutin, marié en novembre 1660 à Marie Feret.

    - David Toutin (Châteaudun, 1622-Châteaudun, 1630).

  - Josias Toutin (†1623) marié à Marie de Septans, d'où six enfants entre 1601 et 1610,
  - Marguerite Toutin (1593-après1617)
  - Ester Toutin (1597- )
  - Jean Toutin le Jeune, présent au baptême d'Anne Toutin, en 1616, probablement celui qui est marié à Isabelle d'Allemagne et qui a un fils, Valentin, en 1631.
  - Magdeleine Toutin, marraine de son neveu Philippe, en 1617.